# Термас де Рио Ондо (трасса)
Международный автодром Термас де Рио Ондо (исп. Autodromo Internacional de Termas de Rio Hondo) — гоночная трасса расположенная в одноимённом городе на северо-западе Аргентины, в 1120 км от Буэнос-Айреса.
Трек спроектирован в 2006 году итальянским дизайнером Ярно Цаффелли из компании «Dromo Racetrack Design», через два года состоялось его официальное открытие.
Весной 2011 года руководством автодрома было достигнуто соглашение с Dorna Sports о проведении Гран-При в Аргентине. До 2012 года трасса была модернизирована и реконструирована для соответствия требованиям FIM. В 2013 году на автодроме были проведены официальные тесты команд MotoGP и Moto2, а также состоялся Чемпионат мира среди кузовных автомобилей (WTCC).
27 апреля 2014 года трасса приняла 3 этап Чемпионата мира по шоссейно-кольцевым мотогонкам.
Автодром омологирован Международной мотоциклетной федерацией (FIM) и Международной автомобильной федерацией (FIA) по категории «А» и категории «2» соответственно.